# Eucalyptus ceratocorys
Eucalyptus ceratocorys är en myrtenväxtart som först beskrevs av William Faris Blakely, och fick sitt nu gällande namn av Lawrence Alexander Sidney Johnson och Kenneth D. Hill. Eucalyptus ceratocorys ingår i släktet Eucalyptus och familjen myrtenväxter. Inga underarter finns listade i Catalogue of Life.